# René van der Linden
René van der Linden (* 14. Dezember 1943 In Eys, Gulpen-Wittem) ist ein niederländischer Politiker der Christen-Democratisch Appèl.

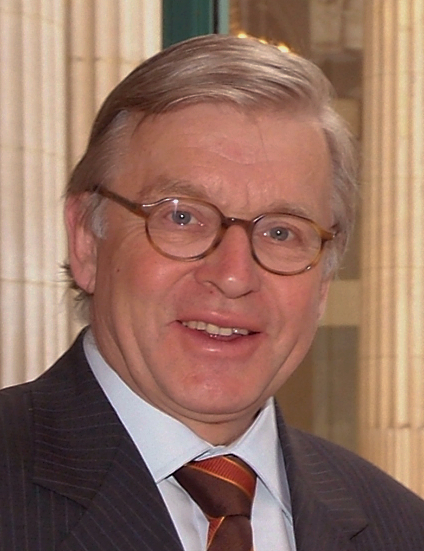
René van der Linden (2005)

## Leben
Linden studierte von 1966 bis 1970 Wirtschaftswissenschaften an der Universität Tilburg. Von 1977 bis 1986 und von 1988 bis 1998 war Linden Abgeordneter in der Zweiten Kammer der Generalstaaten. Zwischenzeitlich zwischen 1986 und 1988 war er als Staatssekretär im niederländischen Außenministerium beschäftigt. Von 1989 bis 2004 Linden Abgeordneter im Europäischen Parlament. Seit 1999 ist Linden Senator in der Ersten Kammer der Generalstaaten. Von 2009 bis 2011 war er als Nachfolger von Yvonne Timmerman-Buck in dieser Kammer Senatspräsident; ihm folgte Fred de Graaf. Von 2005 bis 2008 war Linden zudem als Nachfolger von Peter Schieder Vorsitzender der Parlamentarischen Versammlung des Europarates, dessen Mitglied er seit 1989 ist.

## Preise und Auszeichnungen (Auswahl)
- Ritter des Ordens von Oranien-Nassau (18. Mai 1998)
- Ritter des Ordens vom Niederländischen Löwen (21. Dezember 1988)
- Ritter des Gregoriusordens (20. Oktober 2003)
- Großer Verdienstorden der Bundesrepublik Deutschland (2004 oder 1986)
- Großkreuz des Ordens von San Marino (2006)
- Kommandeur des Ordens von Oranien-Nassau (3. September 2007)
- Kommandeur der französischen Ehrenlegion (November 2007)
- Großoffizier des Ordens Leopolds II. (2011)
- Cumhuriyet Nişanı der Republik Türkei (2013)